# Iwama-Ryu
Iwama-Ryu (jap.: 岩間流), škola japanske borilačke vještine aikido. Uključuje skupinu učenika Morihira Saita koji prakticiraju takozvani Iwama aikido, Iwama stil, ili Takemusu aikido koji je u svijetu prepoznat kao Tradicionalni aikido ili Dento. Ponekad se ovaj stil naziva i Saito stil, pri tome referirajući se na Morihira Saita. Saito nikada nije nazivao ovaj stil takvim, nego je inzistirao na tome da sačuva stil osnivača aikida Moriheija Ueshibe.

## Povijest
Iwama-Ryu, trenutno neovisna organizacija od Aikikaija može se promatrati kao mreža vježbača povezanih činjenicom da su dan dobili direktno od majstora Morihira Saita - koji je služio kao instruktor i čuvar Iwama dođoa u Iwami, prefekturi Ibaraki u Japanu. Bio je jedan od najvećih učenika utemeljitelja aikida Moriheija Ueshibe.
Najviše stupnjeve Iwama-Ryua koje je dao Morihiro Saito su 7. dan dodijeljen Ulfu Evenåsu i Paolu Coralliniju, koji također imaju titulu shihan u ovom stilu, s privilegijom dodjele Iwama-Ryu stupnjeva. Ostali viši instruktori su Lewis Bernaldo de Quiros 6. dan Tony Sargeant 6. dan, Daniel Toutain 6. dan, Wolfgang Baumgartner 6. dan, Jean-Marc 5. dan i Javier Cid Martinez 5. dan. Sa Saitovom smrću 2002. godine, Corallini i Evenas i ostali njihovi učenici pridružili su se Aikikai zakladi, dok su se ostali pridružili organizaciji nazvanoj Iwama Shin Shin Aiki Shurenkai, koju je stvorio Saitov sin, Hitohiro Saito. Kasnije se Daniel Toutain odvojio od Iwama Shin Shin Aiki Shurenkai da bi se stvorila Međunarodna akademije Iwama-Ryu.
Unatoč svemu, originalna skupina Iwama-Ryu nikada nije službeno proglašena organizacijom neovisnom o Aikikaiju i može se smatrati prilično neformalnom mrežom.

## Odlike škole
Iwama-Ryu uključuje kombinirano proučavanje tradicionalnog japanskog oružja (Buki waza) (posebno Aiki-jō i Aiki-ken), i vježbanje aikida praznih ruku (taijutsu). Aikidoke Iwama-Ryu često tvrde da je njihov aikido sličan onome osnivača, što ga je sačuvao Morihiro Saito. Veliki dio ove tvrdnje temelji se na fotografijama snimljenim iz Noma Dođoa i tehničkom priručniku koji je napisao osnivač aikida. Među aikidokama koji ne pripadaju Iwami-Ryu, uobičajeno je mišljenje da je stil Iwama-Ryu uglavnom aikido Moriheija Ueshibe iz 1940-ih i 1950-ih, ne uzimajući u obzir njegove kasnije godine; Stručnjaci Iwama-Ryu smatraju da se ovo gledište previše pojednostavljuje.

## Vanjske poveznice
- Iwama Shinshin Aiki Shurenkan